# Andy Montáñez
Pour les articles homonymes, voir Montañez.
Andrés dit Andy Montáñez est un chanteur de salsa (et de boléros) né le 7 mai 1942 à Santurce (Porto Rico). 

## Biographie
Il a été le chanteur d'El Gran Combo  de 1962 à 1976 (il a enregistré avec eux 27 albums) puis de La Dimensión Latina (groupe vénézuélien) de 1977 à 1980, en remplacement d'Oscar D’Leon (Jerry Rivas le remplace au sein d'El Gran Combo).
Il a formé son propre orchestre : Andy Montañez y Su Orquestra et a aussi chanté avec le Puerto Rico All Stars, à 4 reprises, entre 1976 et 1995, et avec Ismael Miranda (3 albums de boléros).
En 1992, il a représenté Porto Rico à l'Exposition universelle de Séville.
En 2004, Daddy Yankee l'a invité sur l'album "Barrio fino" pour chanter  Sabor a Melao, un reggaeton basé sur une salsa d'Orquesta Tabaco y Ron.
Les deux fils de Andy Montañez sont également devenus des chanteurs de salsa.

## Discographie
- El Clan de Victor y Dimensión Latina1972.
- Triunfadores
- En La Dimensión Latina (1974)
- Dimensión Latina, 1976
- Dimension latina en Nueva York (1977)
- Tremenda Dimensión
- Dimension latina (1979)
- Para Siempre... Velvet
- El Número Uno con la Número Uno Velvet
- Cuerda para rato
- Producto de Exportación
- Salsaton "Salsa Con Reggaeton"